# کارچر
کِرشِر (آلمانی: Kärcher) شرکت تجهیزات برقی آلمانی است، که در سال ۱۹۳۵ توسط آلفرد کرشر تأسیس شد.